# Unterlichtenwald
Unterlichtenwald ist ein Gemeindeteil der Gemeinde Altenthann im Oberpfälzer Landkreis Regensburg (Bayern).

## Geografische Lage
Das Dorf Unterlichtenwald liegt in der Region Regensburg etwa 6 Kilometer südlich von Altenthann an der Staatsstraße 2145 bei der Mündung des Sulzbachs in den Otterbach.

## Geschichte
Unterlichtenwald war ein Ort der Gemeinde Lichtenwald. Zum Stichtag 23. März 1913 (Osterfest) gehörte Unterlichtenwald zur Pfarrei Altenthann und hatte 11 Häuser und 57 Einwohner.
Die Gemeinde Lichtenwald wurde im Zuge der Gebietsreform in Bayern zum Jahresbeginn 1978 in die Gemeinde Altenthann eingegliedert. 
Am 31. Dezember 1990 hatte Unterlichtenwald 75 Einwohner und gehörte zur Pfarrei Altenthann.